# Cantonul Bourg
Cantonul Bourg este un canton din arondismentul Blaye, departamentul Gironde, regiunea Aquitania, Franța.

## Comune
- Bayon-sur-Gironde
- Bourg (reședință)
- Comps
- Gauriac
- Lansac
- Mombrier
- Prignac-et-Marcamps
- Pugnac
- Saint-Ciers-de-Canesse
- Saint-Seurin-de-Bourg
- Saint-Trojan
- Samonac
- Tauriac
- Teuillac
- Villeneuve